# Party 4 U
Party 4 U è un singolo della cantante britannica Charli XCX, pubblicato il 9 maggio 2025 come quarto estratto dal quarto album in studio How I'm Feeling Now.

## Pubblicazione
Nella prima metà del 2025, dopo essere andato virale sulla piattaforma TikTok, il brano ha conosciuto un forte aumento di popolarità, arrivando a raddoppiare i dati streaming raccolti da Luminate Data. Per tale ragione il 9 maggio 2025 è stato inviato alle radio statunitensi dalla Atlantic.

## Composizione
Una prima versione di Party 4 U è stata registrata nel 2017 per il mixtape Pop 2, finendo tuttavia per essere esclusa dalla lista tracce definitiva. Dopo averla presentata dal vivo in un concerto a Tokyo, la canzone è diventata popolare in rete tra il pubblico della cantante, inducendo Charli XCX a completarne la registrazione nel corso del 2020. Nel mese di aprile 2020 un'anteprima del brano rivisitato è stata condivisa dalla cantante tramite Reddit; 10 giorni più tardi ne ha invece confermato la presenza nel suo  disco successivo. Il brano è stato dunque distribuito il 15 maggio 2020 come nona traccia dell'album How I'm Feeling Now, scritto e registrato in sei settimane nell'abitazione della cantante durante le restrizioni dovute alla pandemia di COVID-19. In un'intervista con Apple Music, l'artista, riflettendo sull'evoluzione della canzone, ha dichiarato di aver aspettato per anni il «momento giusto» per inserirla in un prodotto discografico.

## Descrizione
Party 4 U è stato descritto dalla critica specializzata come un brano hyperpop, elettronico e pop, costruito su un beat in crescendo e un'«atmosfera sognante». La voce della cantante è distorta grazie all'utilizzo dell'Auto-Tune. L'ultima sezione della canzone è segnata da un effetto di glitch, dopodiché la frase "party on u" viene ripetuta su dei rapidi sintetizzatori. Il brano si chiude con un audio estratto da un concerto di XCX del 2019 alla Brixton Academy, in cui la folla acclama la cantante.

Nel testo Charli XCX affronta i sentimenti di solitudine e inadeguatezza provati nel corso di una festa e causati dall'assenza dell'unica persona desiderata. Sono presenti diversi rimandi ad elementi tipici dei party: palloni rossi, una piscina e un DJ che suona musica alla console. In un video condiviso sul social TikTok la cantante ha spiegato il significato del brano:

## Promozione

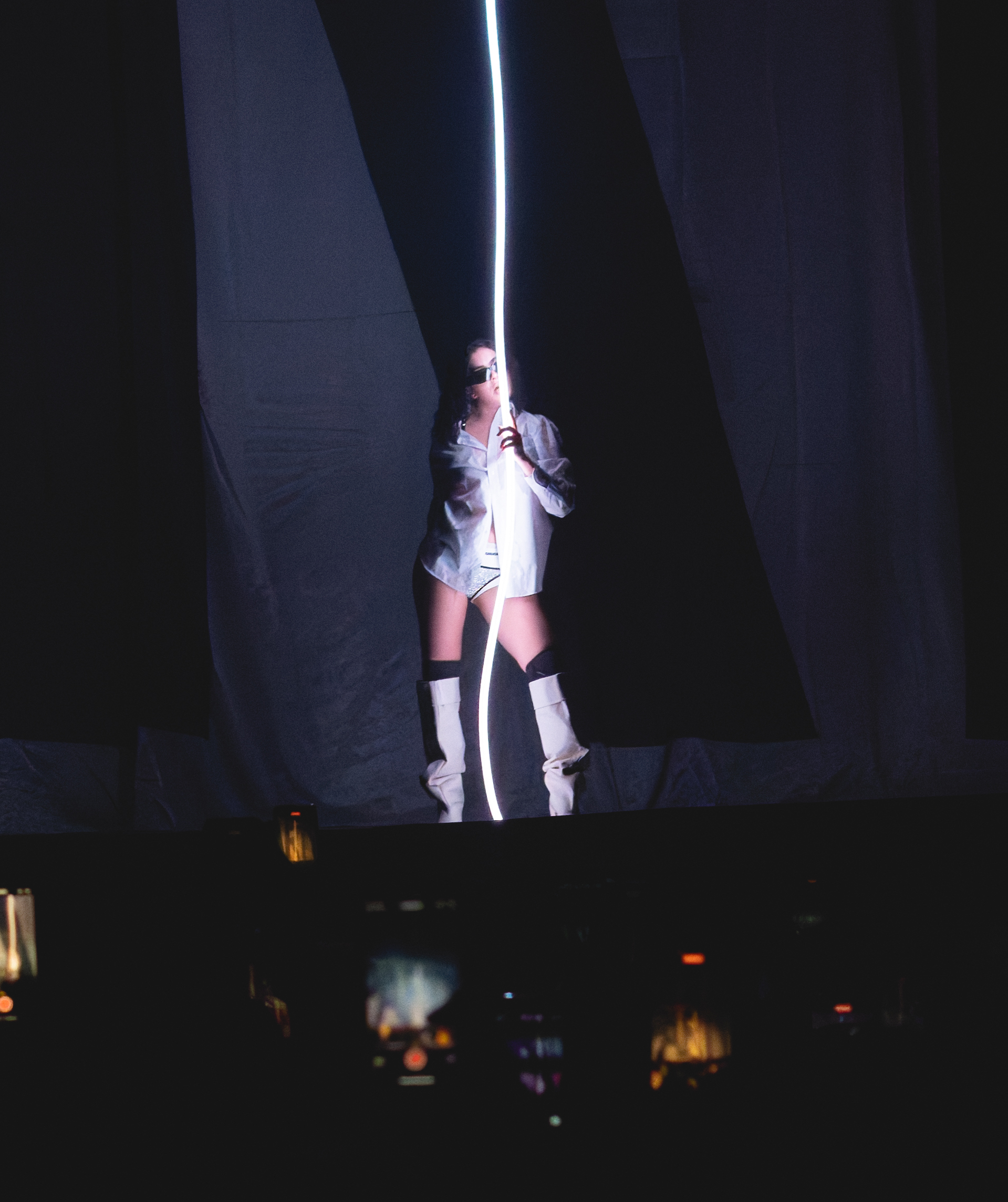
Charli XCX mentre si esibisce sulle note di Party 4 U alla tappa di Birmingham del Brat Tour, 29 novembre 2024

Nel corso del 2021 il singolo è stato eseguito dal vivo in tre concerti promozionali, svolti a Los Angeles, New York e Londra. Successivamente è stato inserito nella scaletta della quarta tournée di XCX, intitolata Crash the Live Tour, mentre nel 2024 è stato presentato al BBC Radio 1's Big Weekend di Londra e al Primavera Sound di Barcellona. Il singolo torna poi a far parte della scaletta fissa in occasione del Brat Tour, sesta tournée dell'artista.
Il brano è stato utilizzato nella scena finale del film commedia Bottoms, diretto da Emma Seligman, per il quale l'artista ha composto anche del materiale originale. Secondo Fletcher Peters del Daily Beast, il brano rappresenta «il modo perfetto per concludere una memorabile colonna sonora», grazie alla sua composizione in crescendo.

## Accoglienza
Party 4 U ha ricevuto un'accoglienza calorosa da parte della critica specializzata. Callie Ahlgrim di Business Insider ha lodato il controllo vocale dimostrato dalla cantante, mentre Courtney Larocca, della stessa pubblicazione, ne ha elogiato i «morbidi» vocalizzi e l'atmosfera «calda e sfocata». Andy Steiner di Paste ha ritenuto la canzone la sintesi di How I'm Feeling Now: «tenera, vulnerabile, allo stesso tempo sola e innamorata». Egli ha inoltre evidenziato come il testo sia uno dei più dettagliati della carriera di XCX, in opposizione al solito stile di scrittura frammentario. Allo stesso modo, lo staff editoriale della rivista Consequence l'ha inserita tra le tracce essenziali del disco, e Elliot Hoste del New Statesman l'ha definita il suo «centro emotivo».
Nella recensione del disco sul sito web Pitchfork, realizzata da Anna Gaca, è stato messo in evidenza lo stretto legame di attualità tra il tema della «festa per due» presente nel brano e le restrizioni dovute alla pandemia di Covid-19, periodo nel quale il lavoro è stato pubblicato. Danielle Holian, scrivendo per Atwood Magazine, ha messo in correlazione il brano con il sesto disco della cantante, Brat: «Mentre Brat sembra un giro nel club attraverso la mente di una provocatrice del pop, Party 4 U rappresenta la delusione, il momento dopo, quando le luci tornano lentamente e nessuno si presenta».

## Video musicale
Il video, diretto da Mitch Ryan, è stato reso disponibile il 15 maggio 2025, in occasione del quinto anniversario del disco di provenienza.
L'inizio del video vede Charli XCX che si risveglia dopo una notte trascorsa a fare festa. La cantante si muove tra bottiglie vuote, palloncini e avanzi di una torta di compleanno, fino ad uscire dall'abitazione. La cantante accende una sigaretta e cammina lungo una strada desolata, fino a strapparsi i vestiti di dosso e rimanere in intimo bianco. In seguito sfoga la sua rabbia su un cartellone pubblicitario di se stessa, strappandolo con forza e pitturandolo di nero. Nel finale la cantante dà fuoco al cartellone e si allontana, lasciandosi alle spalle l'incendio.

## Formazione
- Charli XCX – voce
- A. G. Cook – produzione, ingegneria del suono
- Stuart Hawkes – mastering
- Geoff Swan – missaggio
- Niko Battistini – assistenza al missaggio

## Successo commerciale
Nella settimana del 1° maggio 2025 Party 4 U ha fatto il suo esordio nella Official Singles Chart britannica alla 69ª posizione con 6 986 unità vendute. La settimana successiva ha distribuito altre 12 544 unità, salendo alla 34ª posizione, per poi entrare tre settimane più tardi in top 20, al 19° posto, grazie a 16 983 ulteriori unità.

## Classifiche
| Classifica (2025) | Posizione massima |
| ----------------- | ----------------- |
| Australia         | 27                |
| Canada            | 51                |
| Grecia            | 88                |
| Irlanda           | 11                |
| Regno Unito       | 19                |
| Stati Uniti       | 55                |